# Linate Aeroporto (métro de Milan)
Pour les articles homonymes, voir Linate.
Linate Aeroporto est une station de métro à Milan, en Italie. Terminus de la ligne 4 du métro de Milan, elle dessert l'aéroport de Milan-Linate depuis le 26 novembre 2022.